# Campo Bonito
Campo Bonito (gentílico = campo bonitense) é um município brasileiro do estado do Paraná. Sua população estimada em 2017 era de 4.162 habitantes. O município é essencialmente agrícola, tendo maior parte de sua população localizada no campo. Ele é conhecido também pelas cachoeiras e com significativas áreas verdes. A sua população é composta por imigrantes italianos, alemães, ucranianos, poloneses e em menor número por outras etnias.[carece de fontes?]
HISTÓRIA
De acordo com ELIAS (2023, p. 43) Campo Bonito tem sua origem desde o século XVIII, quando a bandeira liderada por Antônio Silveira Peixoto conseguiu atingir, em 1769 os campos de Guarapuava descoberto pelo sargento Cândido Xavier de Almeida e Souza, teve o seu nome gravado na história da região, pois sua extensão era compreendida entre os rios Ivaí e Paraná, até os limites dos Campos Gerais, no terceiro planalto paranaense. Por muitos anos, pertenceu no território de Guarapuava, que durou por várias gerações. Nesse local, expedições organizadas em Curitiba e Paranaguá, e que deram a origem à história paranaense demandaram  por muito tempo na região. O descobrimento e a inserção dos Campos Gerais e de Guarapuava não foi apenas de uma geração. Numerosas expedições de Curitiba e Paranaguá demandaram a região e por muitos anos tentaram abrir caminho através do sertão e atingir a região dos Campos de Guarapuava descoberto pelo sargento Cândido Xavier de Almeida e Souza, o qual passou para a história como descobridor da região.
Em 1809, o preeminente sertanista Diogo Pinto de Oliveira Portugal, comandando 300 pessoas, a serviço do povoado, por ato do Governador Geral de São Paulo (o Paraná era ainda a Quinta Comarca) partiu para desbravar esta área. Várias expedições surgiram-se de Diogo Pinto. Todas com o fim de explorar a região, onde mais tarde surgiu a cidade de Laranjeiras do Sul, foi fundada a Colônia Militar do Iguaçu.
Em 1886, (o estado do Paraná neste ano, havia alcançado a sua emancipação política) já existindo na região diversos colonos descendentes de ingleses, italianos, espanhóis e paraguaios). Dessa maneira, conforme ELIAS (2023, P 44), coube a Guarapuava seus conquistadores e desbravadores, a missão de entrar no sertão e iniciar o povoamento de Laranjeiras do Sul.
Exatamente em 1924, chegaram a Campo Bonito os primeiros desbravadores integrantes da tropa de soldados que vinham do Rio Grande do Sul a caminho de Foz do Iguaçu. Faziam parte dessa tropa os senhores: Pompílio Neres Gonçalves, Glorocindo D'Avila, Otávio Laurentino de Ávila e Djalma Laurentino Gonçalves que são conhecidos como pioneiros do município de Campo Bonito. Mais tarde, descobriu-se que na área do atual município na localidade de Santa Maria, já residia Roque José de Oliveira. A partir daí chegaram novos moradores destacando-se as famílias Magalhães Americano e Betim.
Formação administrativa
Criado com a denominação de Campo Bonito, pela Lei Municipal nº 51, de 13 de julho de 1955, subordinado ao município de Guaraniaçu. Assim permanecendo permaneceu em divisão territorial datada de 1988. Elevado a categoria de município de Campo Bonito, pela Lei Estadual nº9117, de 14 de novembro de 1989, desmembrado de Guaraniaçu. Sede no antigo distrito de Campo Bonito. Constituído do distrito sede. Instalado em 1 de janeiro de 1989. Em divisão datada de 1991, o município é constituído do distrito sede. Assim permanecendo em divisão territorial datada de 2007.

Segundo dados do IBGE (2022), Campo Bonito tem sua população estimada de 4027 pessoas. O município é essencialmente agrícola, com a maior parte da população no campo. Ele é conhecido também pelas cachoeiras e com significativas áreas verde. A sua população é composta por imigrantes italianos, alemães, ucranianos, poloneses e em menor número por outras etnias.